# Estoniamonumentet

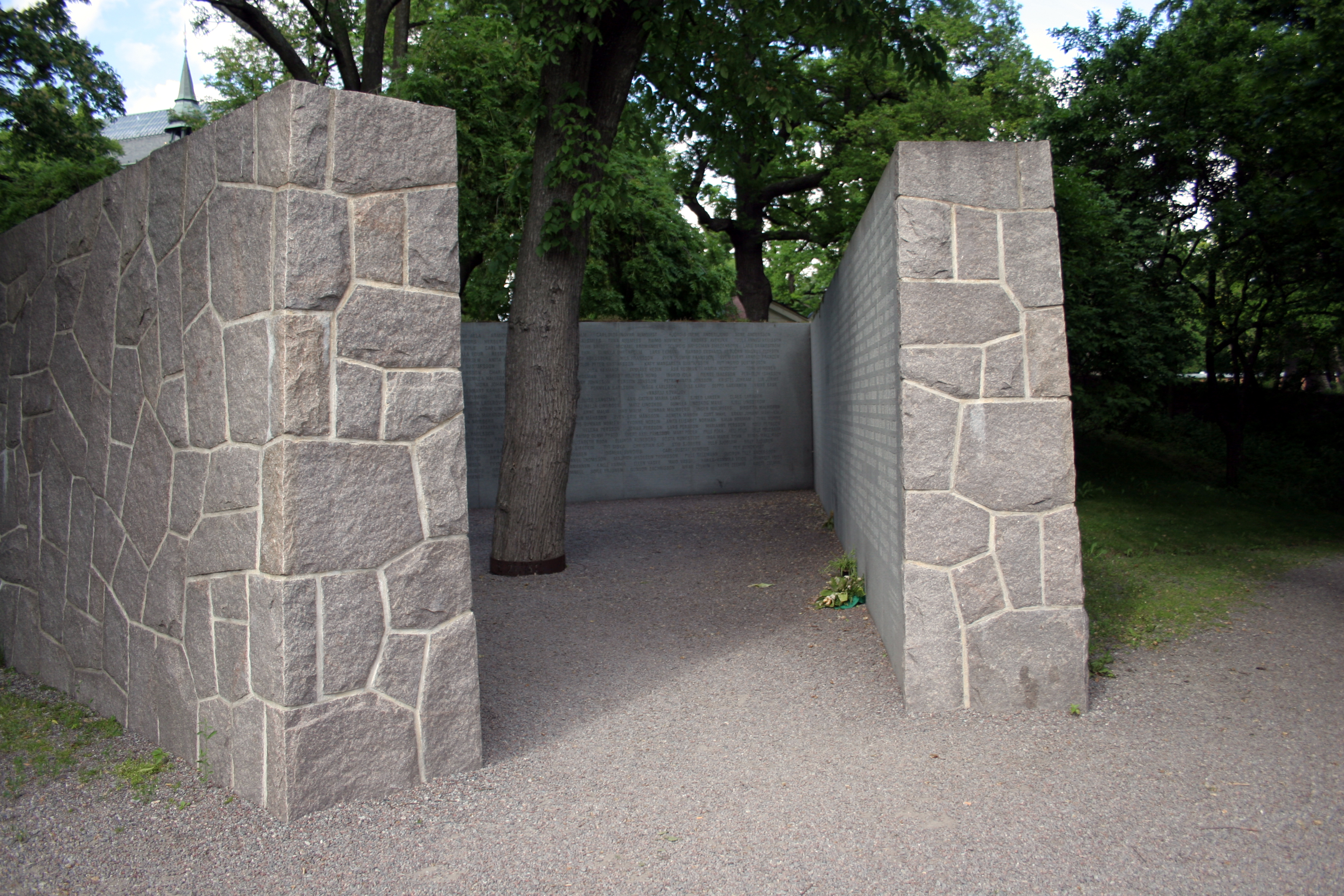
Estoniamonumentet i Stockholm

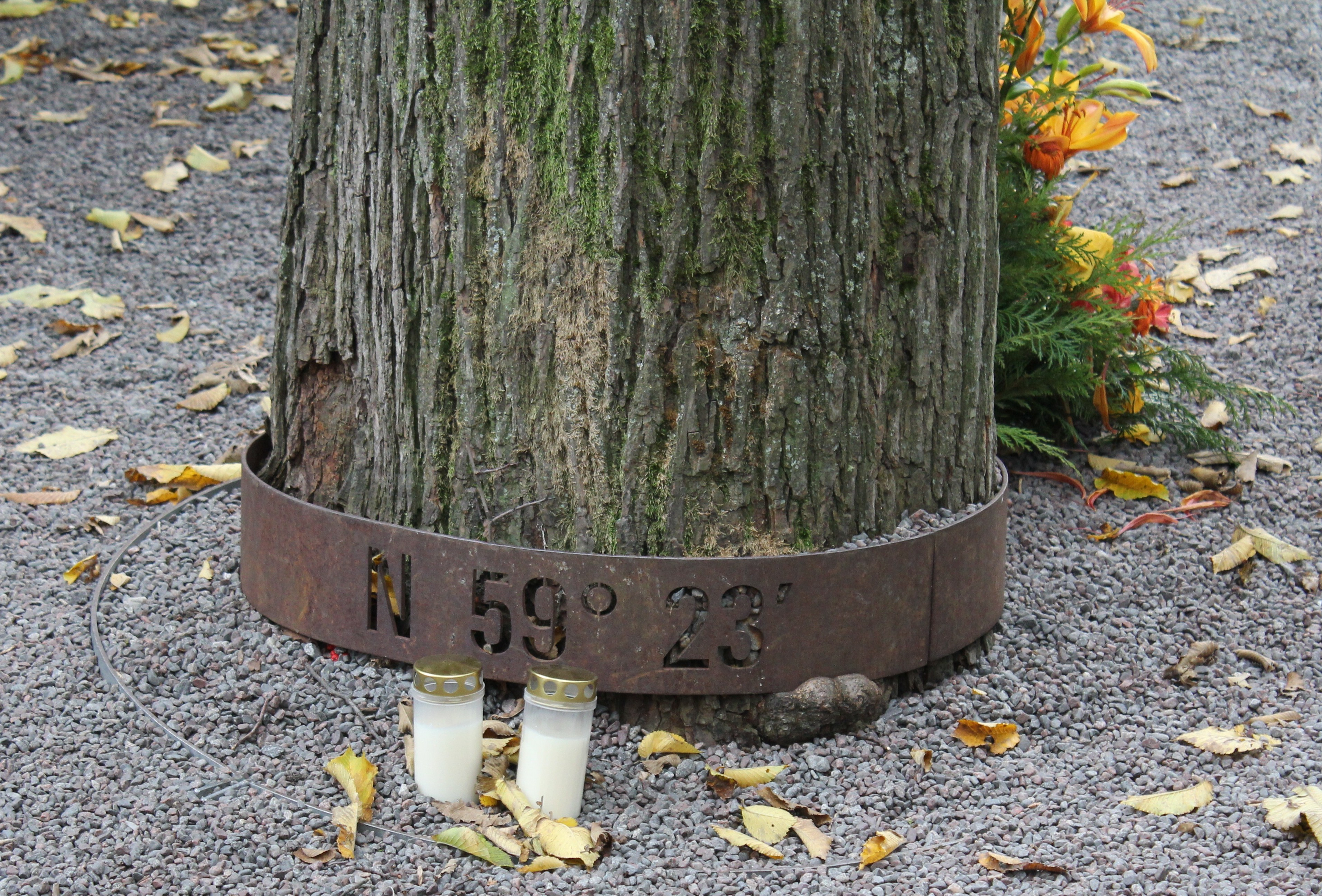
Järnring med förlisningsplatsens koordinater, Estoniamonumentet i Stockholm

Estoniamonumentet är en av flera minnesplatser för Estoniakatastrofens offer.

## Estoniamonumentet i Stockholm
Monumentet ligger intill Galärvarvskyrkogården på Djurgården i Stockholm. I monumentet finns namnen inristade på 815 personer som utgjorde offer för Estoniakatastrofen. Egentligen var det 852 som omkom, men för 37 av dessa valde deras anhöriga att namnen inte skulle ristas in i monumentet.
Monumentet är utfört i ljus granit och gestaltades av den polske skulptören Mirosław Bałka. Grundformen är en triangel med ingång från kortsidan, en trappa leder upp till Galärvarvskyrkogården. I mitten står ett träd med en järnring längst ner. Ringen bär förlisningsplatsens koordinater. Monumentet invigdes på treårsdagen av katastrofen den 28 september 1997 av Sveriges riksdags talman Birgitta Dahl. 
På stenen uppräknas antalet omkomna: "Natten till den 28 september 1994 förliste M/S Estonia på resan från Tallinn till Stockholm. I katastrofen på Östersjön omkom 852 människor. De hade hemorter i Sverige (501), Estland (284), Lettland (17), Ryssland (11), Finland (10), Norge (6), Danmark (5), Tyskland (5), Litauen (3), Marocko (2), Nederländerna (1), Frankrike (1), England (1), Kanada (1), Vitryssland (1), Ukraina (1) och Nigeria (1). Deras namn och deras öde vill vi aldrig glömma".
Många av de anhöriga besökte invigningen, men inte alla. Enligt vissa av dem som inte kom skulle ett närvarande uppfattas som om man accepterade den svenska regeringens beslut att låta fartyget ligga kvar på botten.[källa behövs]

## Minnesmärken och minnesstenar på andra platser
- Bruten linje, Tallinn restes 1996.
- Pärnu
- Võru

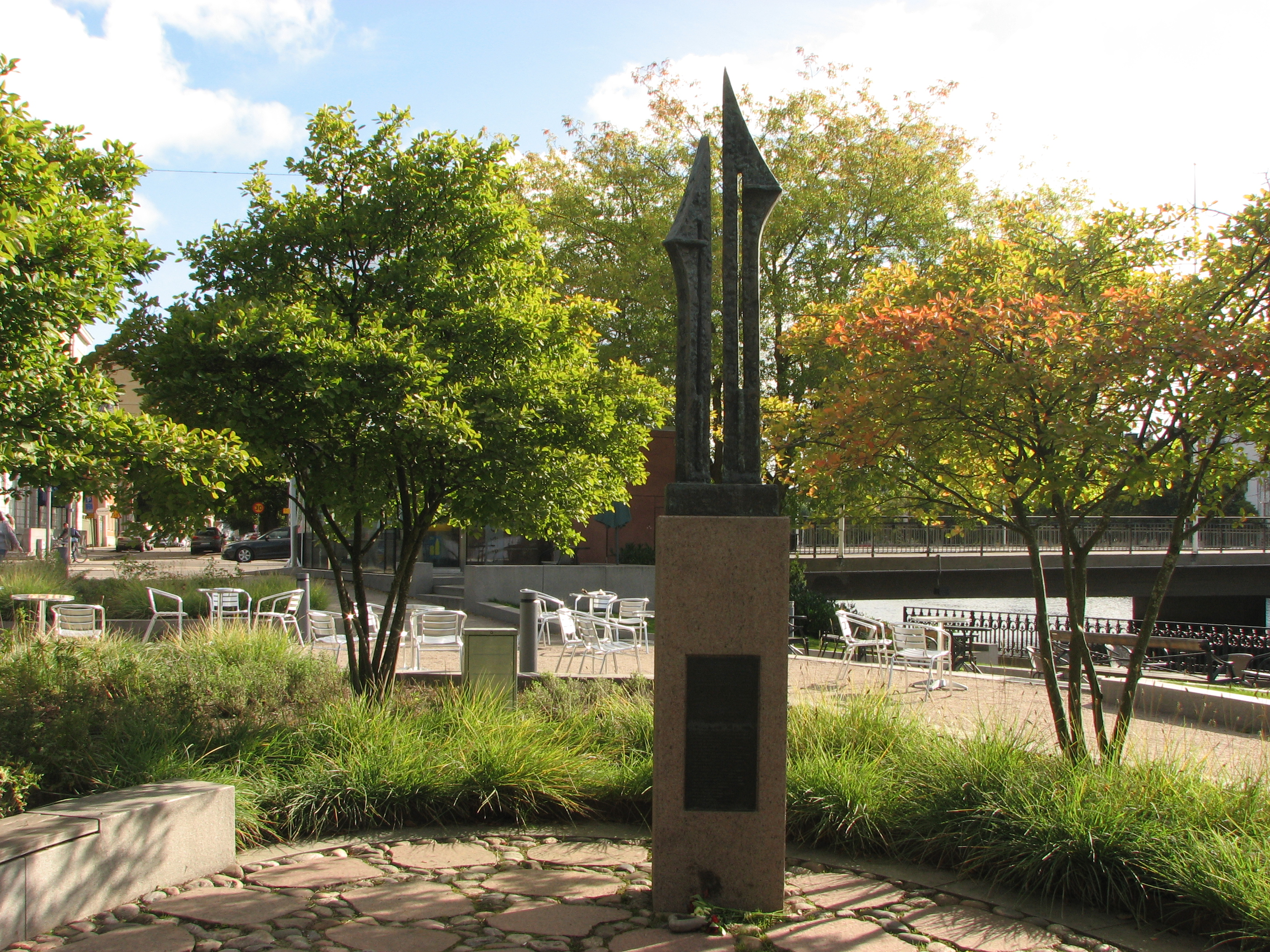
Estoniamonumentet av Bo Olls i Norrköping

- Tahkuna − på Tahkuna halvö på Dagö är den närmaste platsen i Estland till olycksplatsen.
- Parken Samarien i Norrköping
- Ersta sjukhus, Stockholm − rest av anhöriga.
- Frövi − Vid Näsby kyrka till minne av de 30 personer från Lindesbergs kommun som omkom i olyckan.
- Stora Tuna kyrka − Vid kyrkan finns en skulptur i form av en bruten våg, till minne av de personer från Borlänge som omkom i olyckan.
- Vilhelmina − Anhöriga har rest en sten vid kyrkan till minne av de lärare och elever vid Malgomajskolan som omkom i olyckan.
- Kapellskär − Ett träkors som restes under Alla helgons dag 1994 i närheten av hamnen.
- Nagu - Vid Pärnäs i Nagu, Finland, minnessten utformad av konstnärerna Sikke Kiviranta, Kirsti Uuttu och Rauni Elfving-Ugur.[2]